# Падший ангел (фильм, 1945)
«Падший ангел» (англ. Fallen Angel) — фильм нуар режиссёра Отто Премингера, вышедший на экраны в 1945 году.
Фильм рассказывает об обанкротившемся руководителе нью-йоркского рекламного агентства (Дэна Эндрюс), который, оказавшись в небольшом городке между Сан-Франциско и Лос-Анджелесом, влюбляется в местную официантку (Линда Дарнелл), женится ради денег на дочери бывшего мэра (Элис Фэй), а затем раскрывает убийство официантки, в котором его пытались обвинить.
Исполнитель главной роли Дэна Эндрюс и оператор Джозеф Лашелл за год до этого фильма работали с режиссёром Премингером над очень успешным нуаром «Лора».
Это был последний фильм голливудской звезды Элис Фэй перед длительным перерывом в кинокарьере, в следующий раз актриса появилась на экране только в 1962 году.

## Сюжет
Однажды ночью обнищавшего скитальца Эрика Стентона (Дэна Эндрюс) высаживают из автобуса, направляющегося в Сан-Франциско, так как не в состоянии полностью оплатить проезд. Он оказывается в небольшом городке Уолтон. В местной забегаловке «Поп’с итс» Стентон встречает её хозяина Попа (Перси Килбрайд), удрученного исчезновением его красавицы-официантки Стеллы (Линда Дарнелл), которая не появляется на работе уже несколько дней. Вышедший на пенсию нью-йоркский полицейский детектив Марк Джадд (Чарльз Бикфорд) уверяет Попа, что Стелла вернётся, и действительно вскоре она появляется к радости Попа. Заметно, что все мужчины вокруг влюблены в Стеллу. Стентон отправляется прогуляться по городку и обдумать, как ему быть дальше. Увидев рекламный плакат о предстоящем шоу медиума профессора Мэдли (Джон Кэррадайн), Стентон убеждает его помощника Джо Эллиса, что он старый друг профессора. Эллис доверительно сообщает ему, что продажи идут плохо из-за позиции влиятельной дочери бывшего мэра Клары Миллс (Энн Ревир), которая не рекомендует окружающим идти на представление. Увидев возможность заработать на этом деле, Стентон на следующее утро приходит в дом Миллсов и просит скептически настроенную Клару дать профессору шанс. Клара даёт Стентону твёрдый отпор, утверждая, что профессор — шарлатан. Однако её младшая сестра Джун (Элис Фэй), которой Стентон явно понравился, говорит Кларе, что Мэдли просто пытается таким образом зарабатывать на жизнь. Джун убеждает сестру купить билеты на шоу, после чего билеты покупают и многие другие горожане. Когда приезжает Мэдли, выясняется, что он не знаком с Эриком, но тем не менее доволен его работой, платит ему и предлагает постоянную работу на время своих гастролей. Вечером на шоу Мэдли, говоря от имени умершего Абрахама Миллса, повествует о том, как Клару обманул проходимец с интеллигентными манерами, но ей всё-таки удалось сохранить 25 тысяч долларов из отцовского наследства. Услышав такие откровения, сестры Миллс в ужасе покидают представление. Стентон тем временем отправляется на свидание со Стеллой. Он предлагает ей любовные отношения, на что Стелла отвечает, что прежде хотела бы получить от него обручальное кольцо и собственный дом. Раздражённый тем, что Стелла отказывается ехать с ним в Сан-Франциско в команде профессора, Стентон уже собирается уезжать один, но он настолько одержим Стеллой, что в итоге остаётся в Уолтоне и обещает ей, что найдёт достаточно денег, чтобы жениться на ней. Чтобы раздобыть деньги, необходимые для удовлетворения потребностей Стеллы, Стентон начинает ухаживать за Джун, делает ей комплименты и приглашает на свидание, чем окончательно покоряет её сердце. Он планирует жениться на Джун, завладеть её деньгами, и быстро развестись. Клара чувствует это, но не в состоянии образумить свою влюблённую сестру. Между тем, Стентон приходит в ярость, когда видит Стеллу в компании торговца музыкальными автоматами Дейва Эткинса (Брюс Кэбот). Во время ссоры между Стентоном и Стеллой она показывает ему новые часы, которые получила от своего поклонника, правда, не говорит, от кого именно. Следующим вечером Стентон снова идёт на свидание с Джун, рассуждает о её возможной музыкальной карьере и просит взять его на концерт в Сан-Франциско. На следующее утро Джун приглашает Стентона поехать вместе с ней и с Кларой в Сан-Франциско. Клара опасается намерений Стентона, но днём, когда Джун и Стентон объявляют ей о том, что поженились, Клара нехотя соглашается принять его ради блага Джун. Они возвращаются в Уолтон. Однако Стентон не может расстаться со Стеллой даже в свою брачную ночь, и потихоньку сбегает к ней, не зная, что Клара следит за ним. Стелла приходит в ярость, узнав о женитьбе Стентона, несмотря на его уверения, что это часть его плана получить деньги Джун. Стентон возвращается в свой новый дом и располагается на диване в гостиной. 
На следующее утро Джун сообщает Стентону, что сестра рассказала ей о его встрече со Стеллой. Эрик пытается защищаться, но Джун сообщает далее, что прошлой ночью Стелла была убита, и Джадд, которого местный шериф попросил провести расследование убийства, хочет задать ему несколько вопросов. Сама Клара говорит Джадду, что Стентон провёл в доме Миллсов всю ночь, после чего главным подозреваемым становится Эткинс. Стентон видит, как Джадд жестоко избивает Эткинса во время допроса. Эткинс признаёт, что Стелла согласилась выйти за него замуж, но отрицает, что дарил ей часы, которые убийца выронил, покидая место преступления. Вскоре выясняется, что у Эткинса есть надёжное алиби, после чего Джадд обращает свои подозрения в направлении Стентона, у которого, как он выясняет, произошла ссора со Стеллой незадолго до её смерти. Опасаясь, что его обвинят в убийстве, Стентон вместе с Джун бежит в Сан-Франциско, где селится в неприметной гостинице. Оставшись в номере наедине, Стентон рассказывает Джун о том, что был влиятельным руководителем рекламного агентства в Нью-Йорке, но его крепко подставили и довели до банкротства, после чего он вынужден был бежать и вести бродячую жизнь. Джун говорит Стентону, что при любых обстоятельствах будет любить его и верить в его правоту. Стентон начинает все больше ценить и понимать добрую и любящую Джун. На следующий день, когда Джун пытается забрать деньги из своей банковской ячейки, полиция по указанию Джадда задерживает её. У Стентона тем временем возникают подозрения относительно самого Джадда. Используя старые связи, он проводит собственное расследование, после чего возвращается в Уолтон. Стентон находит Джадда в закусочной «Поп’с». Предъявив собранные им доказательства, Стентон заставляет Джадда сознаться в том, что это он подарил Стелле часы, а затем убил её из ревности, узнав, что она собирается выйти замуж за Эткинса, так и не дождавшись, пока Джадд получит развод. Джадд наводит на Стентона пистолет, но разъярённый Поп выхватывает у него оружие и пытается убить Джадда. Однако Стентон останавливает Попа, а вошедшая полиция арестовывает Джадда. На улице на вопрос Джун, куда ехать, Стентон отвечает: «Домой».

## В ролях
- Дэна Эндрюс — Эрик Стентон
- Элис Фэй — Джун Миллс Стентон
- Линда Дарнелл — Стелла
- Чарльз Бикфорд — Марк Джадд
- Энн Ревир — Клара Миллс
- Брюс Кэбот — Дэйв Эткинс
- Джон Кэррадайн — профессор Мэдли
- Перси Килбрайд — Поп
- Олин Хоуленд — Джо Эллис (в титрах не указан)

## Источник
Источником для фильма послужил одноимённый роман Марти Холланд. Она также написала произведение, положенное в основу ещё одного фильма нуар «Дело Тельмы Джордон» (1949). По информации Британского киноинститута, «о Марти Холланд практически ничего не известно, кроме того, что её звали Мери, и она написала два или три бульварных бестселлера, и затем в 1949 году попросту исчезла. С того момента никаких сведений о ней нет».

## Оценка критики
Кинокритику Босли Краузеру из Нью-Йорк таймс понравилась игра актёров, но разочаровала сама история. Он написал: «В роли отчаявшегося странника, Дэна Эндрюс добавляет ещё один отличный портрет с плотно сжатыми губами в свою растущую галерею. Линда Дарнелл красива и прекрасно соответствует роли похотливой и простой сирены, а мисс Фэй, тексты которой близки банальностям, с изяществом несет своё первое драматическое бремя. Чарльз Бикфорд в роли уволенного за бесчестье копа, Энн Ревир в качестве одинокой сестры мисс Фэй и Перси Килбрайд в роли влюбленного владельца кафе, в котором работает мисс Дарнелл, отлично проявили себя в ролях второго плана. Но, несмотря на все своё богатство актерской игры, „Падший ангел“ не дотягивает до того, чтобы стать детективом самого высокого полета»
.
Критик Тим Найт на Reel.com отмечает, что несмотря на «безудержный нырок в нелепость, фильм по-прежнему очень забавен». Далее он добавляет: «… фильм может предложить многое, включая атмосферическую, черно-белую операторскую работу Джозефа Лашелла, плотную постановку Премингера и сочный, крутой диалог. Опытные характерные актёры Чарльз Бикфорд, Джон Кэррадайн и Перси Килбрайд обеспечивают крепкую поддержку жгучему дуэту Эндрюса и Дарнелл, которые в дальнейшем снялись вместе только в одном фильме, когда их лучшие годы уже были позади — „Часе зеро“ 1957 года, забытом триллере категории Z».
Критик Фернандо Кроус написал о фильме: «„Падший ангел“, поставленный сразу после классического фильма режиссёра 1944 года, вполне предсказуемо часто рассматривается как менее значимое произведение жанра, и всё-таки его тонкий анализ тёмных дорожек становится продолжением и углублением использования Премингером моральной неоднозначности как средства изучения личности… Отказ Премингера от простых выводов — его прагматический интерес к людям — отражается в его выдающейся визуальной подвижности, его бдительная камера постоянно движется, меняет ракурсы, обеспечивая каждому из них собственную значимость. Хотя „Падший ангел“ может не удовлетворить некоторых поклонников жанра, которые предпочитают нуары с меньшими серыми зонами, тем не менее, взгляд режиссёра на одержимость остаётся не менее увлекательным, даже когда он обменивает саспенс на многослойную ясность».